# Steve Marker
Steve Marker (Minneapolis, 16 maart 1959) is een Amerikaans rockartiest en producer.
Voor zijn deelname aan zijn huidige band Garbage met bandleden Shirley Manson, Duke Erikson en Butch Vig was Marker deel van verschillende bands, onder ander The Flying Saucers en Rectal Drip.
In de jaren 80 wordt hij door Vig gevraagd deel te nemen aan zijn muzikale project Spooner, Marker neemt hiervoor verschillende geluidstechnische taken op zich. Samen met Butch Vig zal hij uiteindelijk het productiebedrijf Smartstudios oprichten die producties maakt voor onder andere de bands Nirvana en de Smashing Pumpkins.
- International Standard Name Identifier: 0000 0000 6824 7174
- MusicBrainz: 289ea7c8-4bb3-4952-9cb9-e43e8c6bdbb3
- Nationale Bibliotheek van Tsjechië: xx0100235
- Virtual International Authority File: 96938961